# St. Adalbero (Würzburg)

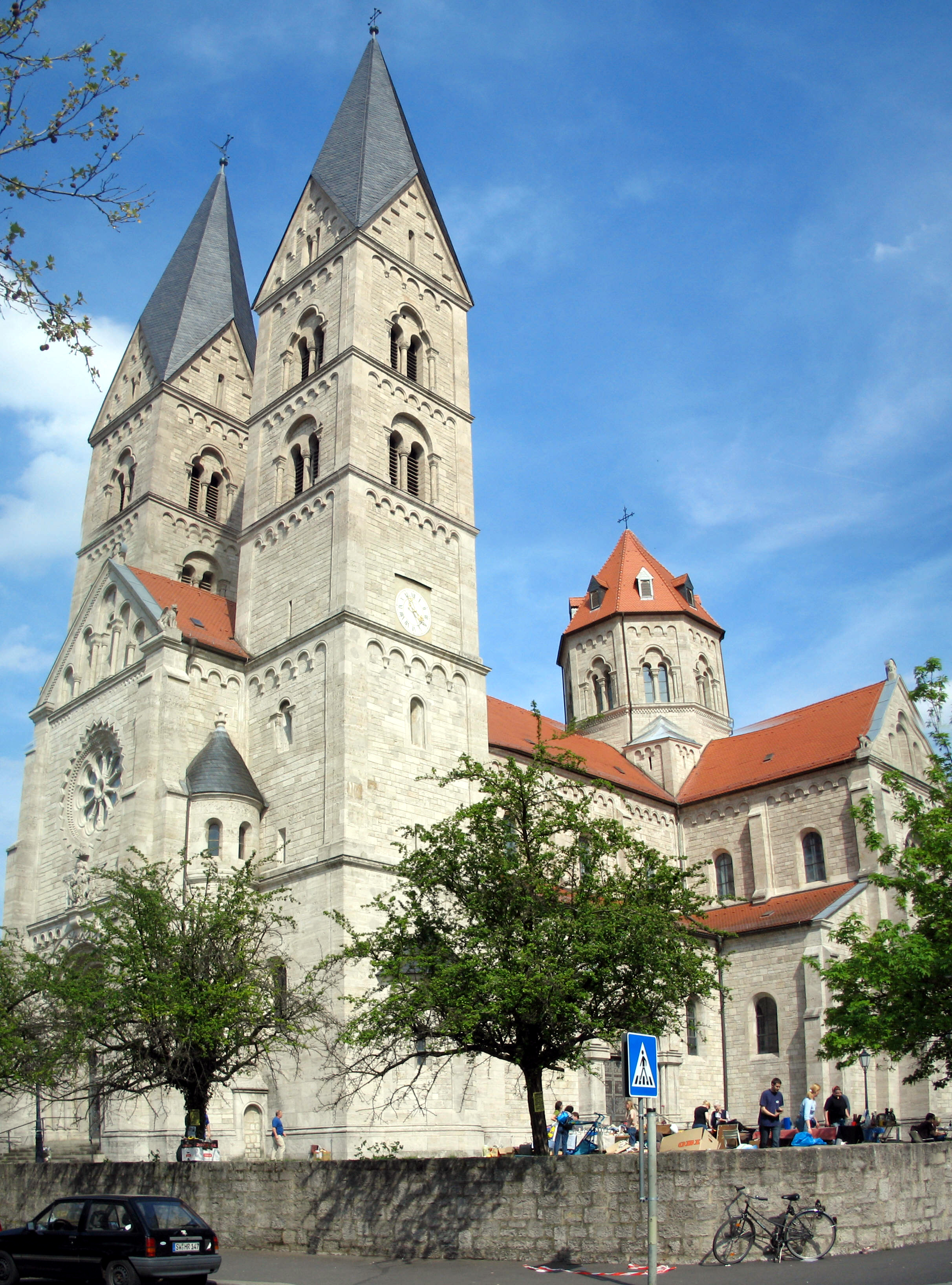
Blick auf die Adalberokirche

St. Adalbero ist eine 1899 eröffnete katholische Pfarrkirche (genannt Adalberokirche oder auch Sanderauer Dom), war ab 1905 eine Expositur und ist seit 1914 auch eine Pfarrei im Würzburger Stadtteil Sanderau, der sich im Süden gleich an die Innenstadt anschließt. Sie bildet zusammen mit der Kirche St. Andreas die Pfarreiengemeinschaft Sanderau und ist ein herausragendes Beispiel neuromanischer Architektur. Die kunstgeschichtliche Bedeutung der Adalberokirche für Würzburg besteht vor allen Dingen darin, dass zur Zeit der Erbauung alle in Würzburg ansässigen Bildhauer und Kunstmaler am Innenausbau mitgewirkt haben.

## Geschichte

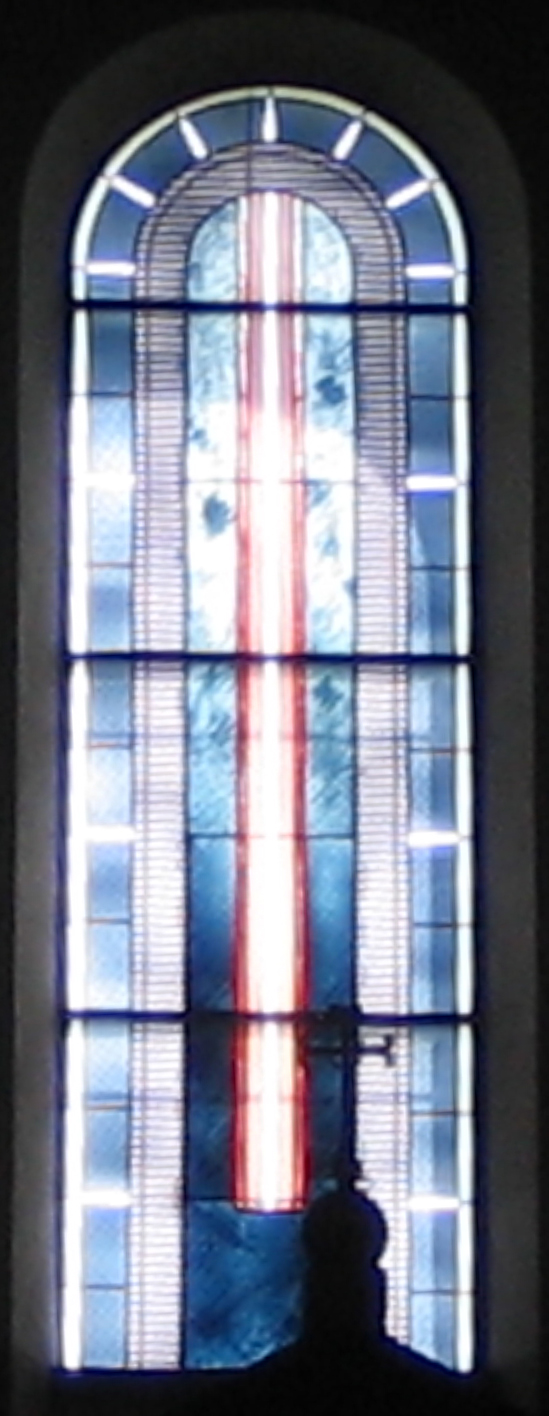
Fenster im Chorraum (Wladimir Olenburg)

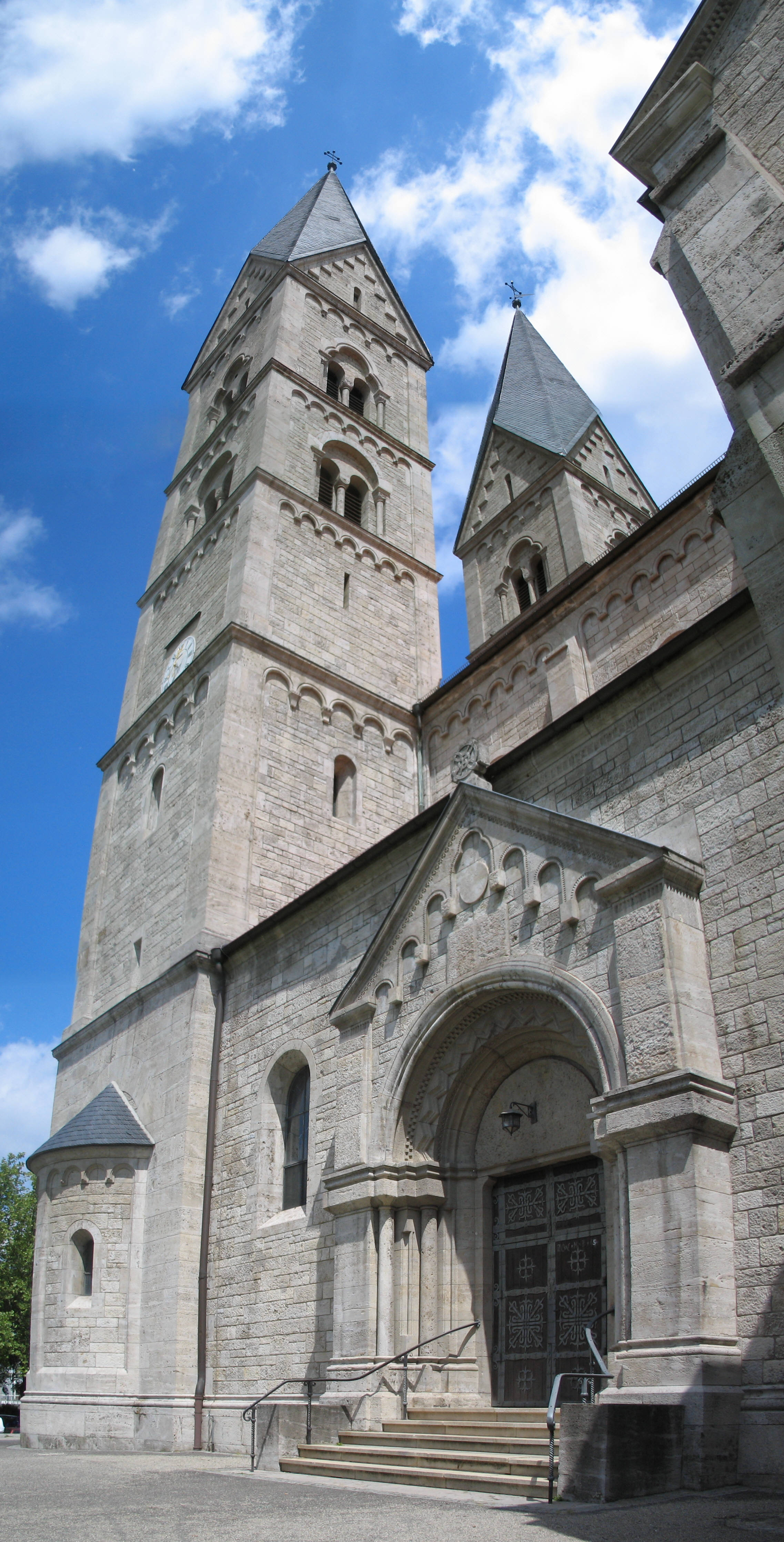
Südportal

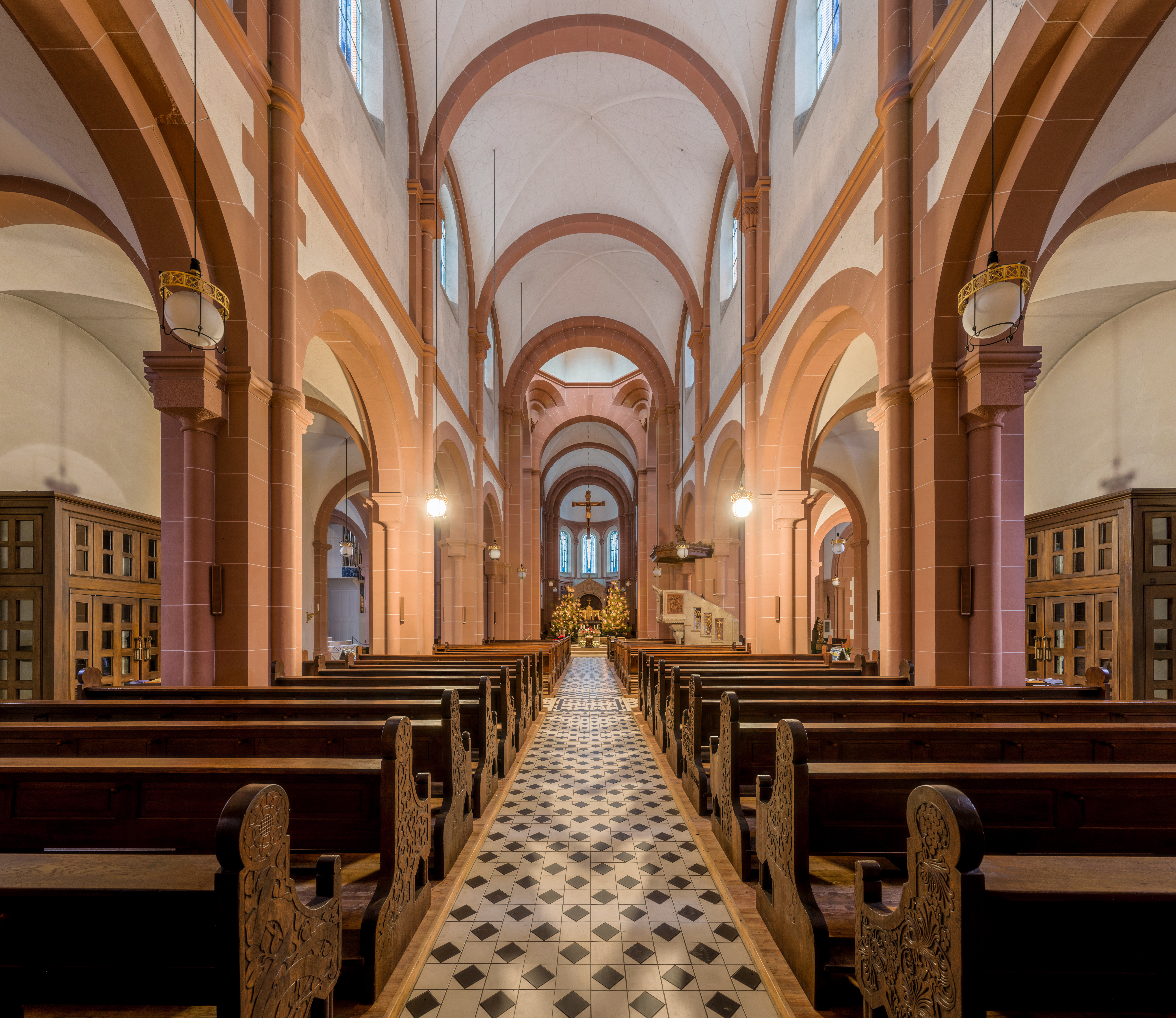
Innenraum

Die Sanderau ist das älteste der im Verlauf des 19. Jahrhunderts außerhalb des Ringparks angelegten Wohnviertel. Lange Zeit vermisste man dort jedoch eine angemessene Pfarrkirche für die wachsende Bevölkerung.
Die Adalberokirche wurde schließlich 1894 bis 1899 nach Vorlagenzeichnungen des berühmten Dombaumeisters Franz Josef Ritter von Denzinger (unter anderem verantwortlich für den Wiederaufbau des Frankfurter Kaiserdoms und den Bau der Dreikönigskirche) dem damaligen Zeitgeschmack entsprechend im historisierenden Stil der Neuromanik errichtet und ist dem heiligen Adalbero von Würzburg geweiht, der zur Zeit des Investiturstreits als Bischof in Würzburg wirkte. Ausführender Baumeister war der Architekt Joseph Schmitz, der in der Hauptsache fränkisches Muschelkalkgestein verwendete. Es entstand eine auf terrassiertem Gelände gelegene, freistehende Basilika in strengen neuromanischen Formen (u. a. mit Querhaus, Vierungsoktogon und beeindruckender Zweiturmfassade).
Durch den Bombenangriff auf Würzburg am 16. März 1945 wurde die Kirche sehr stark beschädigt. Die Altäre, der Kreuzweg und andere wertvolle Kunstgegenstände sind erhalten geblieben. Die provisorische Restaurierung nach 1946 konnte erst in den 1980er und 1990er Jahren im Rahmen einer umfangreichen Restaurierung korrigiert werden. Der Vierungsturm wurde mit seinen Dachgauben und seiner Laterne in den ursprünglichen Zustand versetzt. Die provisorischen Flachdecken wurden beseitigt, neue Gewölbe, die dem ursprünglichen Zustand entsprachen, wurden eingezogen. Im Außenbereich konnten die Kriegsschäden an den Bruchsteinen beseitigt werden. Die Kirchenfassade wurde gereinigt. In den Jahren 1992 und 1993 wurden die vorhandenen schmucklosen Kirchenfenster durch neue, von Wladimir Olenburg künstlerisch gestaltete Fenster ersetzt.

## St.-Anna-Altar
Der St.-Anna-Altar ist ein Gemeinschaftswerk der drei Brüder Rudolf, Heinz und Matthäus Schiestl. Das Mosaikbild ist von Matthäus, die Figur der Heiligen Anna von Heinz, die Engelbilder sind von Rudolf Schiestl.

## Orgel
Die St. Adalberokirche besaß zunächst eine Orgel der Firma Weise (in Plattling), die 1995 im Nachgang zur Kirchensanierung von 1989–1992 gegen ein Instrument der Lauffener Orgelbauwerkstatt Rensch ersetzt wurde. Die Orgel hat 52 Register, die auf drei Manuale und Pedal verteilt sind. Ihr massives Gehäuse besteht aus Fichte und Tanne, wie die Fenster der Kirche stammt die farbliche Gestaltung des Orgelgehäuses von Wladimir Olenburg. Der Spieltisch ist aus Mahagoniholz gefertigt. Die Spieltrakturen sind mechanisch, die Registertrakturen elektrisch. Die Disposition lautet:
| I Hauptwerk C–g3 |                 |       |
| 1.               | Praestant       | 16′   |
| 2.               | Principal       | 8′    |
| 3.               | Voix umana      | 8′    |
| 4.               | Amorosa         | 8′    |
| 5.               | Rohrflöte       | 8′    |
| 6.               | Viola di Gamba  | 8′    |
| 7.               | Octave          | 4′    |
| 8.               | Dolatina        | 4′    |
| 9.               | Quinte          | 2 ⁄3′ |
| 10.              | Superoctave     | 2′    |
| 11.              | Mixtur major IV | 2′    |
| 12.              | Mixtur minur II | 1⁄2′  |
| 13.              | Cornett V       | 8′    |
| 14.              | Trompete        | 8′    |
| 15.              | Klarinette      | 8′    |

| II Positiv C–g3 |                 |       |
| 16.             | Praestant       | 8′    |
| 17.             | Holzgedeckt     | 8′    |
| 18.             | Metallgedackt   | 8′    |
| 19.             | Octave          | 4′    |
| 20.             | Flauto traverso | 4′    |
| 21.             | Sesquialtera II | 2 ⁄3′ |
| 22.             | Piccolo         | 2′    |
| 23.             | Superquint      | 1 ⁄3′ |
| 24.             | Acuta II-IV     | 2 ⁄3′ |
| 25.             | Cromorne        | 8′    |
|                 | Tremulant       |       |

| III Schwellwerk C–g3 |                       |        |
| 26.                  | Lieblich Gedeckt      | 16′    |
| 27.                  | Geigenprincipal       | 8′     |
| 28.                  | Wienerflöte           | 8′     |
| 29.                  | Salicional            | 8′     |
| 30.                  | Viola d amore         | 8′     |
| 31.                  | Voix coelestis        | 8′     |
| 32.                  | Octave                | 4′     |
| 33.                  | Violino               | 4′     |
| 34.                  | Nasard                | 2 ⁄3′  |
| 35.                  | Sylvestrina           | 2′     |
| 36.                  | Flötterz              | 1 3⁄5′ |
| 37.                  | Harmonia aetheria III | 2 ⁄3′  |
| 38.                  | Mixtur IV             | 2′     |
| 39.                  | Contra-Fagott         | 16′    |
| 40.                  | Trompette harmonique  | 8′     |
| 41.                  | Oboe                  | 8′     |
| 42.                  | Clarine               | 4′     |
|                      | Tremulant             |        |

| Pedal C–f1 |                |       |
| 43.        | Majorbaß       | 32′   |
| 44.        | Contrabaß      | 16′   |
| 45.        | Subbaß         | 16′   |
| 46.        | Octavbaß       | 8′    |
| 47.        | Gedecktbaß     | 8′    |
| 48.        | Violon         | 8′    |
| 49.        | Choralflöte    | 4′    |
| 50.        | Hintersatz III | 2 ⁄3′ |
| 51.        | Holzposaune    | 16′   |
| 52.        | Trompete       | 8′    |

- Koppeln: II/I, III/I, III/II, I/P, II/P, III/P, III 16′/P
- Spielhilfen: elektronische Setzeranlage, Crescendowalze

## Glocken

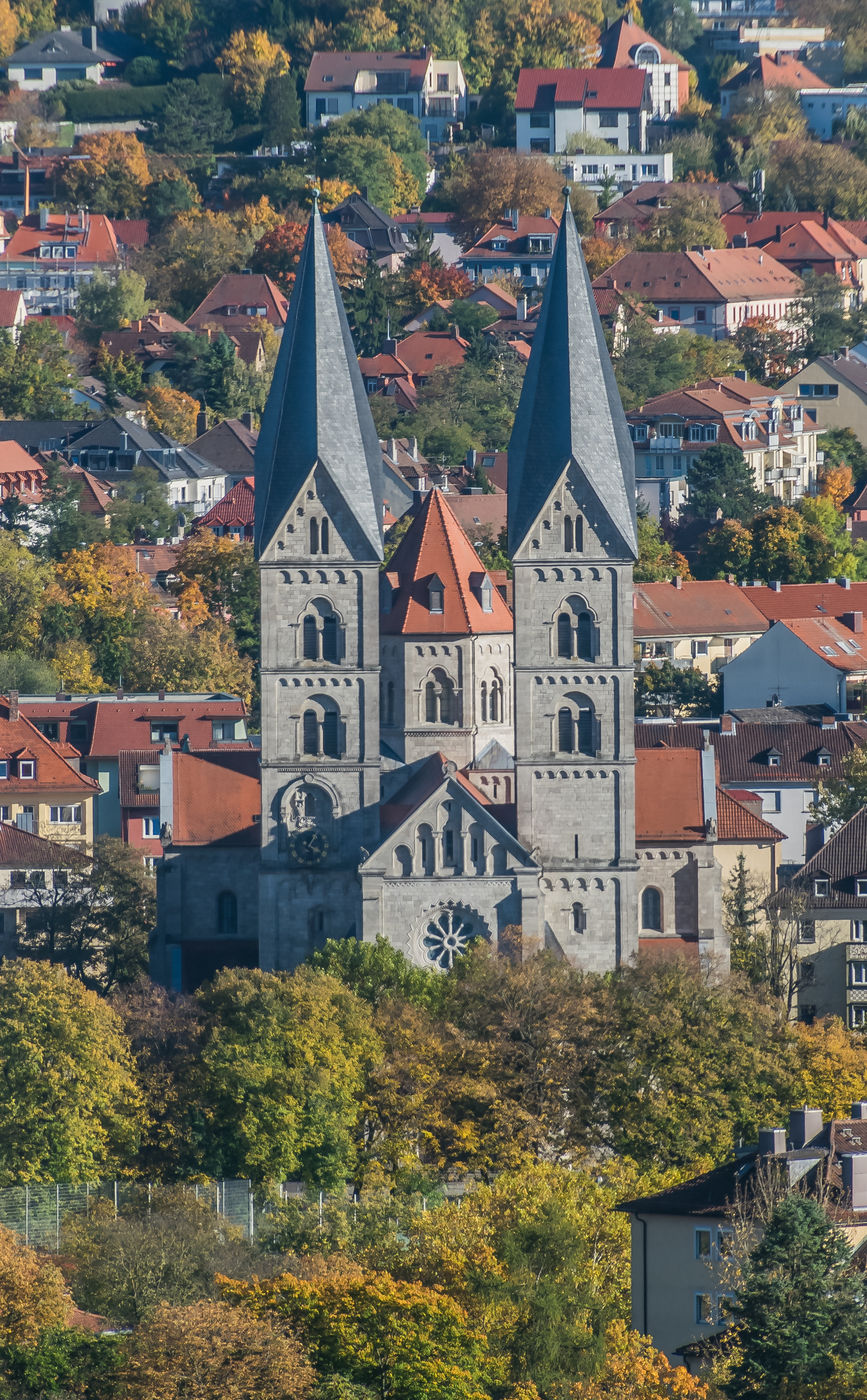
Adalberokirche

Nach dem Zweiten Weltkrieg goss im Jahr 1954 die Glockengießerei Otto in Bremen-Hemelingen für die Adalbero-Kirche drei Bronzeglocken. 1992 goss die Glockengießerei Rudolf Perner eine weitere Bronzeglocke für diese Kirche. Zusammen mit der Glocke der Gebrüder Klaus aus Heidingsfeld von 1930 befinden sich in den Türmen der Kirche fünf Glocken.
| Glocke | Name         | Schlagton | Gewicht | Durchmesser | Gussjahr | Gießer                         |
| ------ | ------------ | --------- | ------- | ----------- | -------- | ------------------------------ |
| 1      | Adalbero     | des′      | 1800 kg | 1450 mm     | 1954     | Glockengießerei Otto, Bremen   |
| 2      | Muttergottes | es′       | 1250 kg | 1300 mm     | 1954     | Glockengießerei Otto, Bremen   |
| 3      | Josef        | ges′      | 780 kg  | 1090 mm     | 1954     | Glockengießerei Otto, Bremen   |
| 4      | Theresia     | as′       | 500 kg  |             | 1992     | Glockengießerei Perner, Passau |
| 5      | Gertrudis    | b′        | 475 kg  |             | 1930     | Gebrüder Klaus, Heidingsfeld   |

Es handelt sich um ein Mollgeläut.

## Kreuzweg

Kreuzweg von Heinz Schiestl
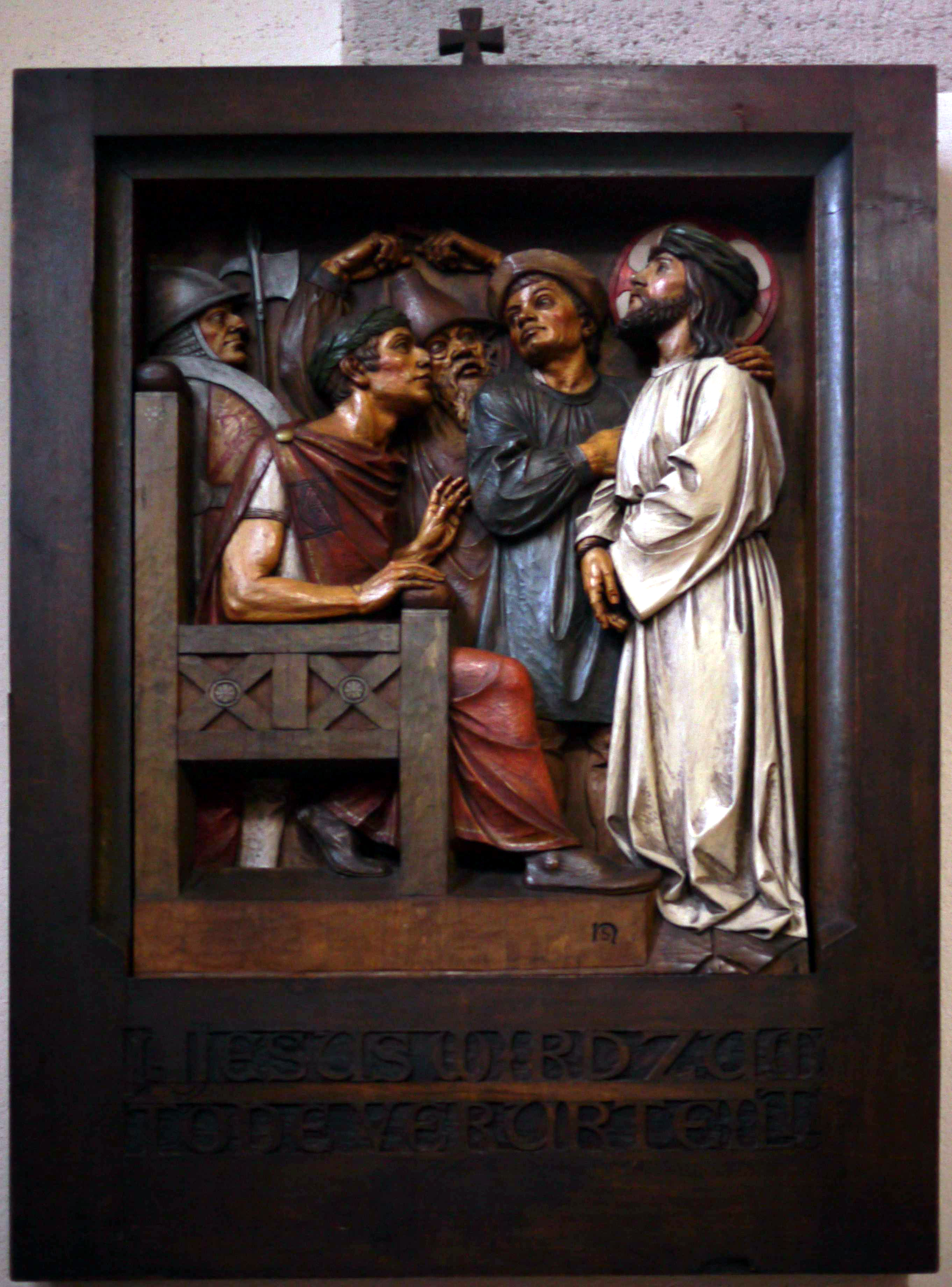
Station 1: Jesus wird zum Tode verurteilt
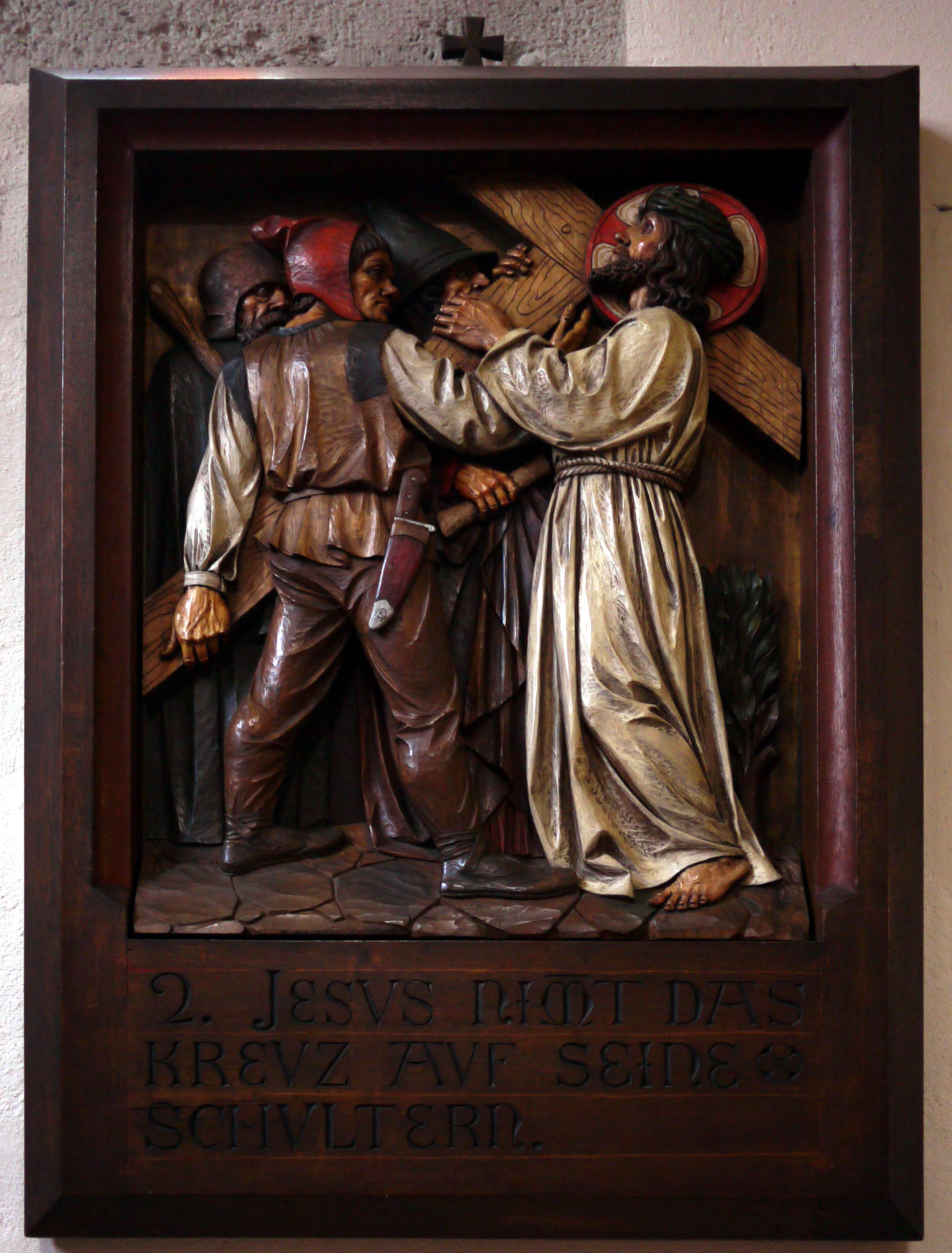
Station 2: Jesus nimmt das Kreuz auf seine Schultern
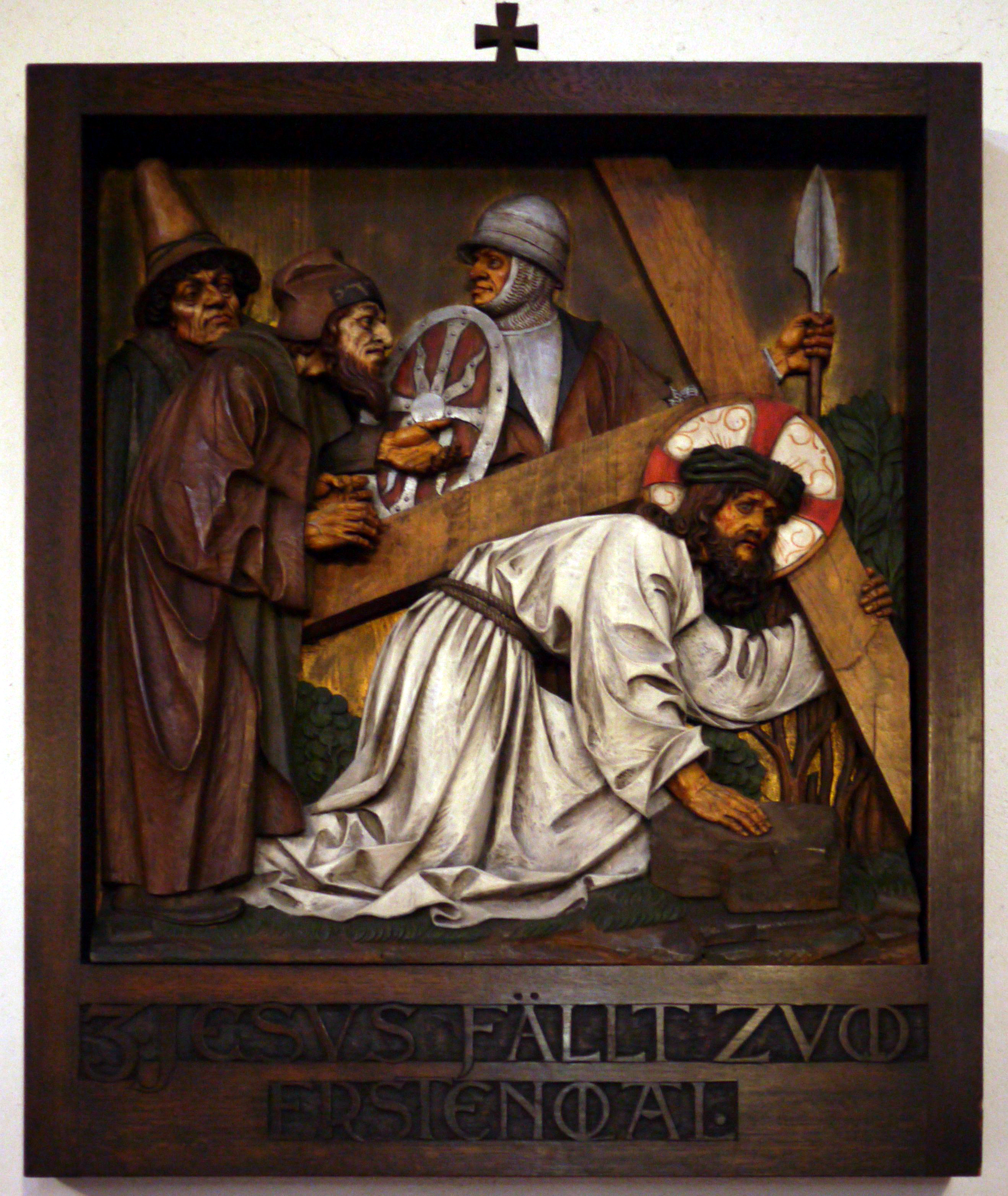
Station 3: Jesus fällt zum ersten Mal
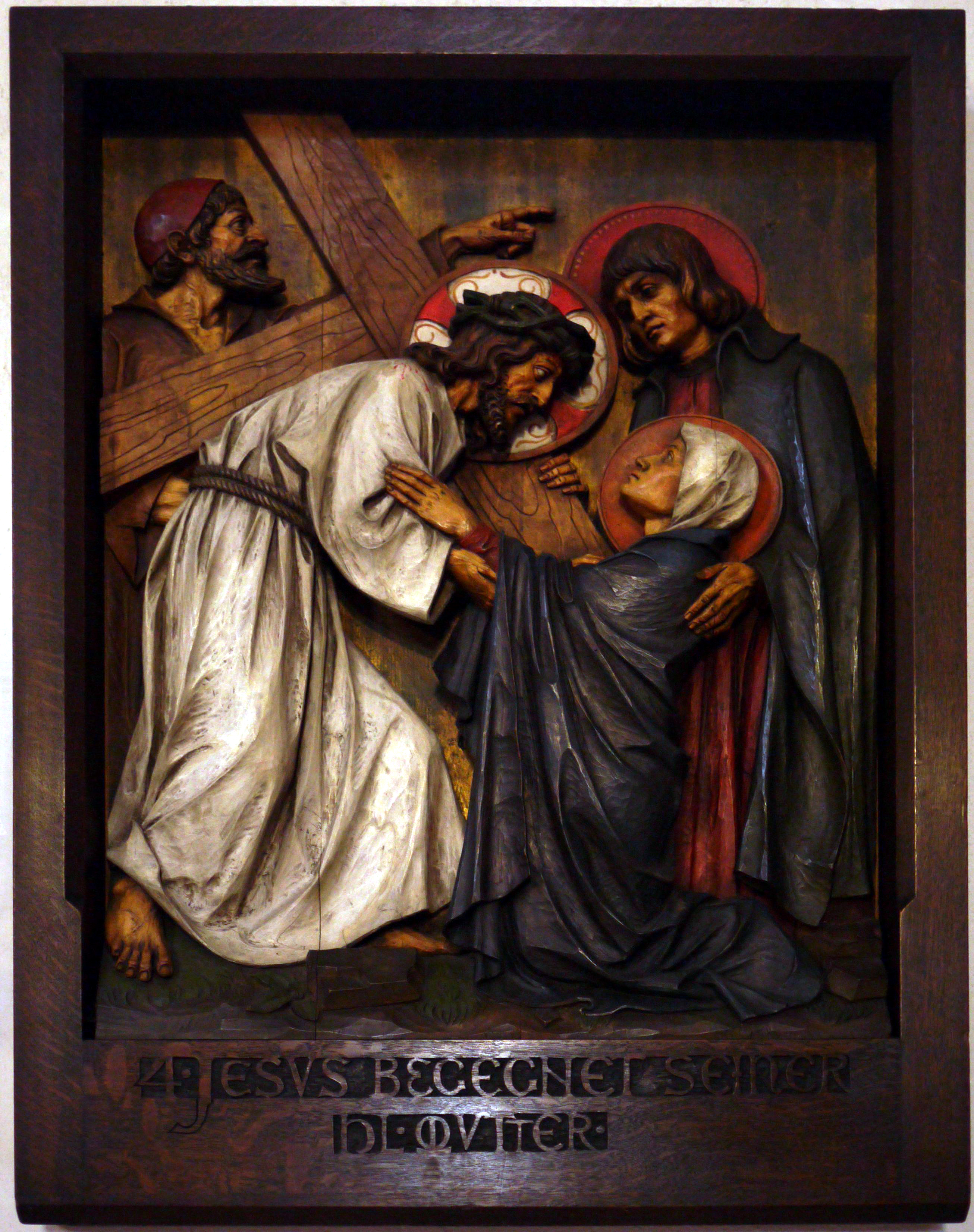
Station 4: Jesus begegnet seiner hl. Mutter
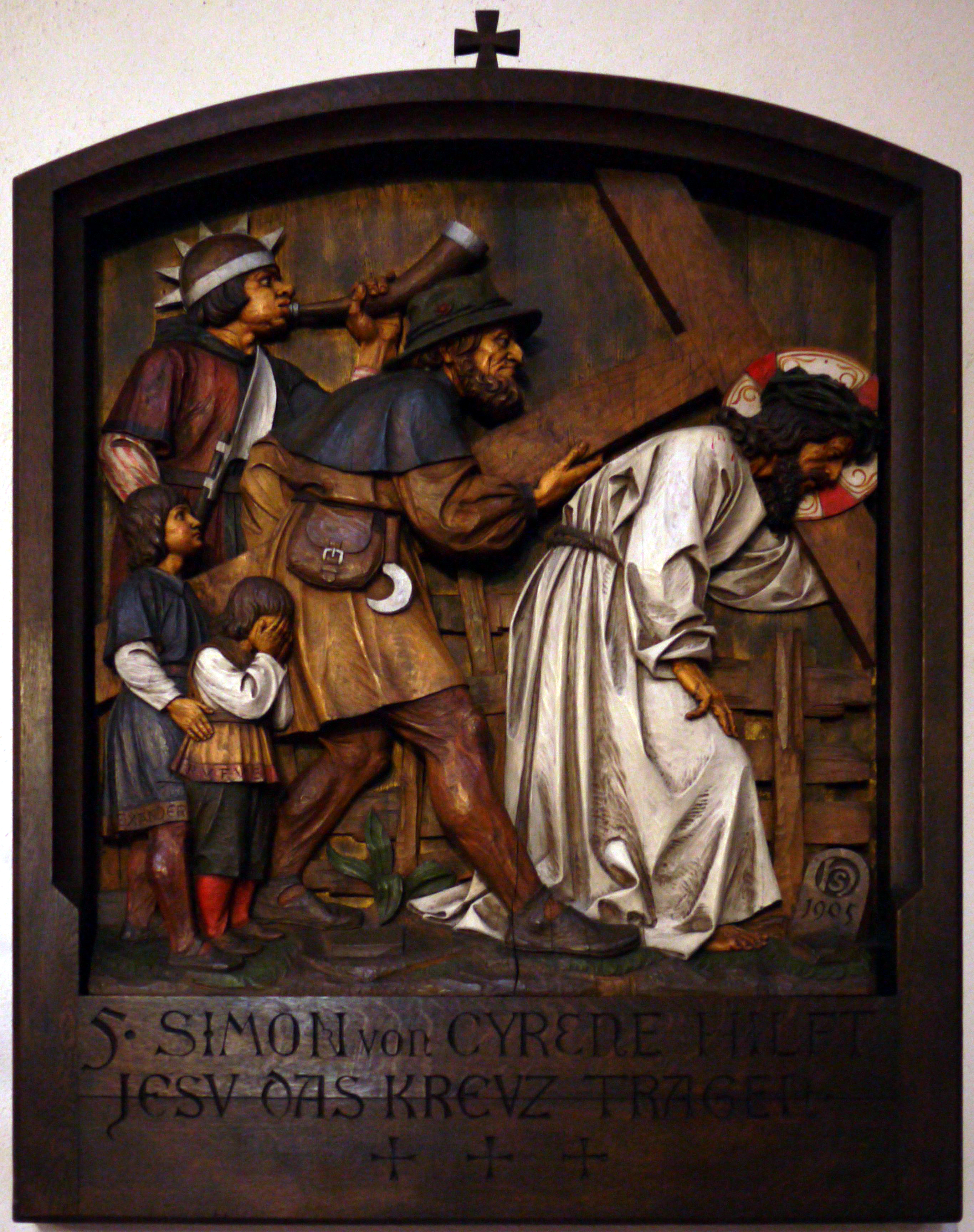
Station 5: Simon von Cyrene hilft Jesu das Kreuz tragen, Jahreszahl 1905
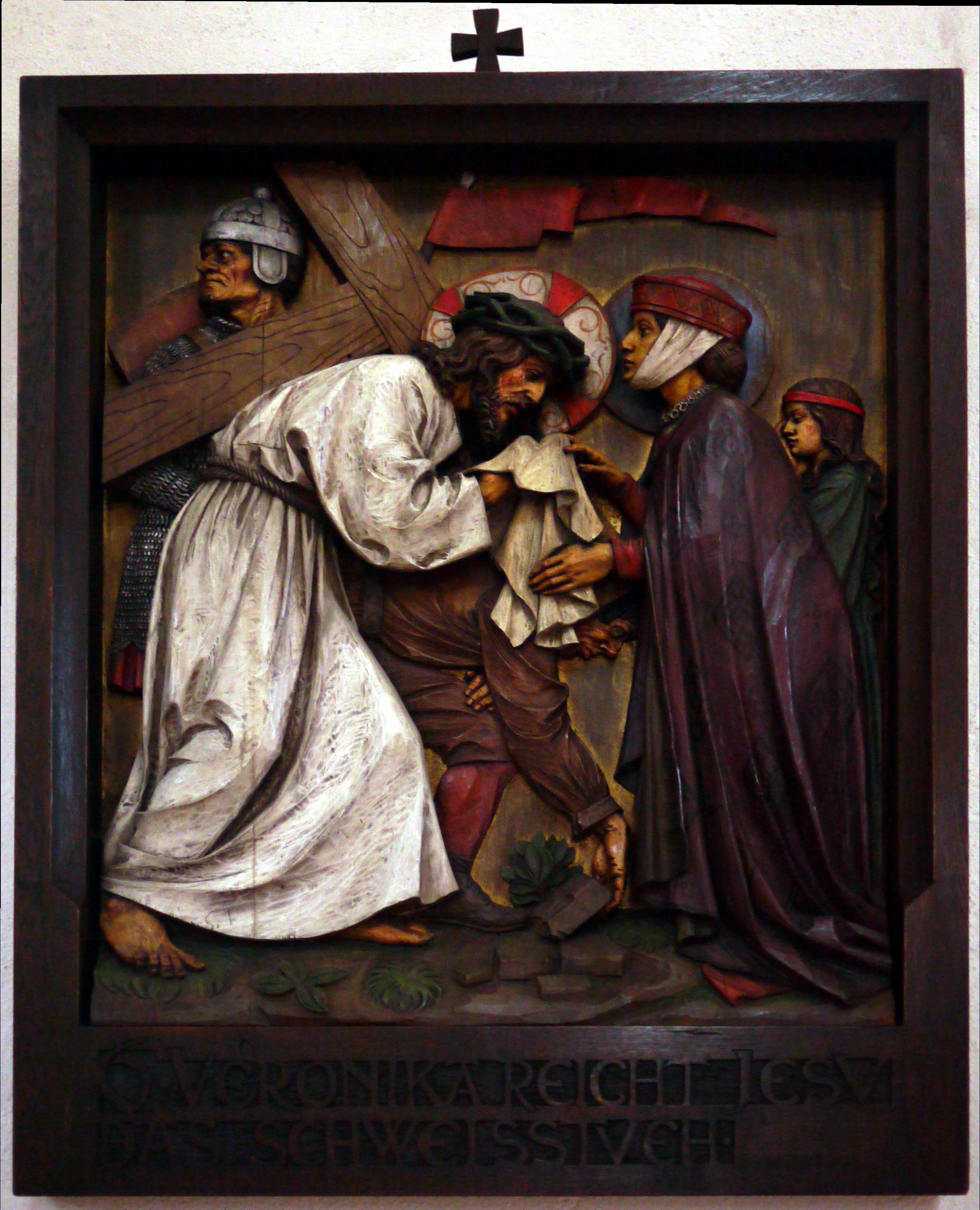
Station 6: Veronika reicht Jesu das Schweißtuch
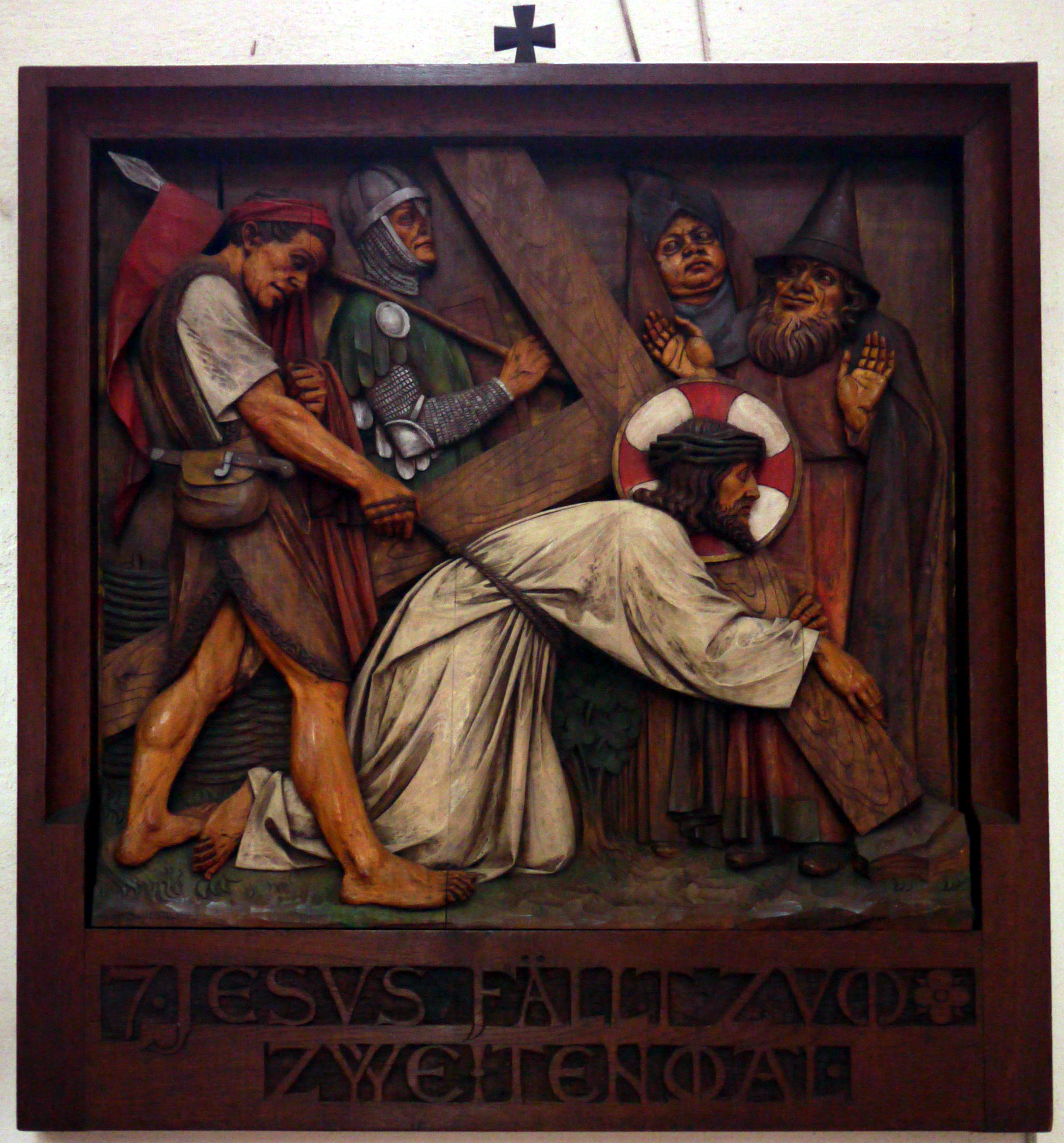
Station 7: Jesus fällt zum zweiten Mal
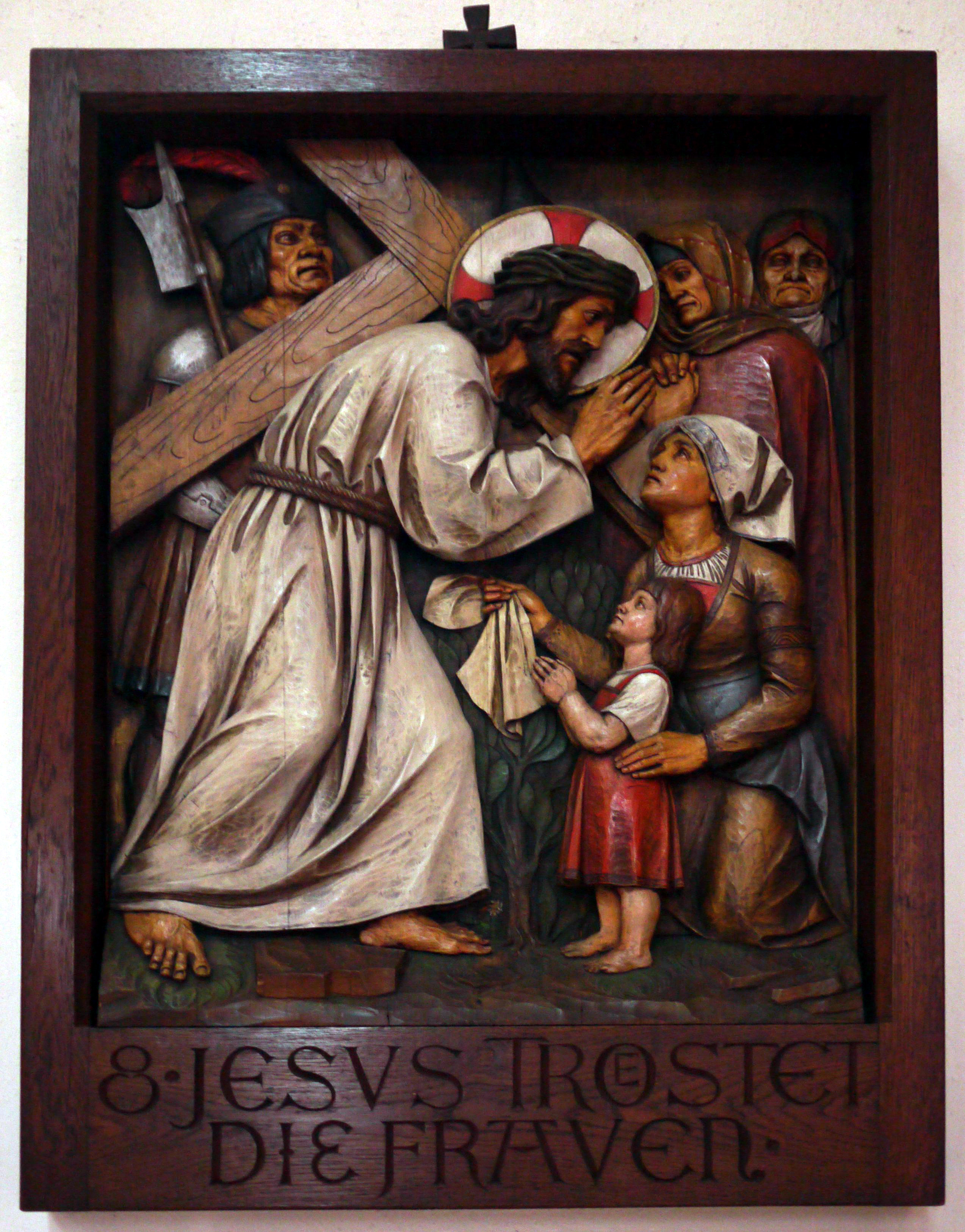
Station 8: Jesus tröstet die Frauen
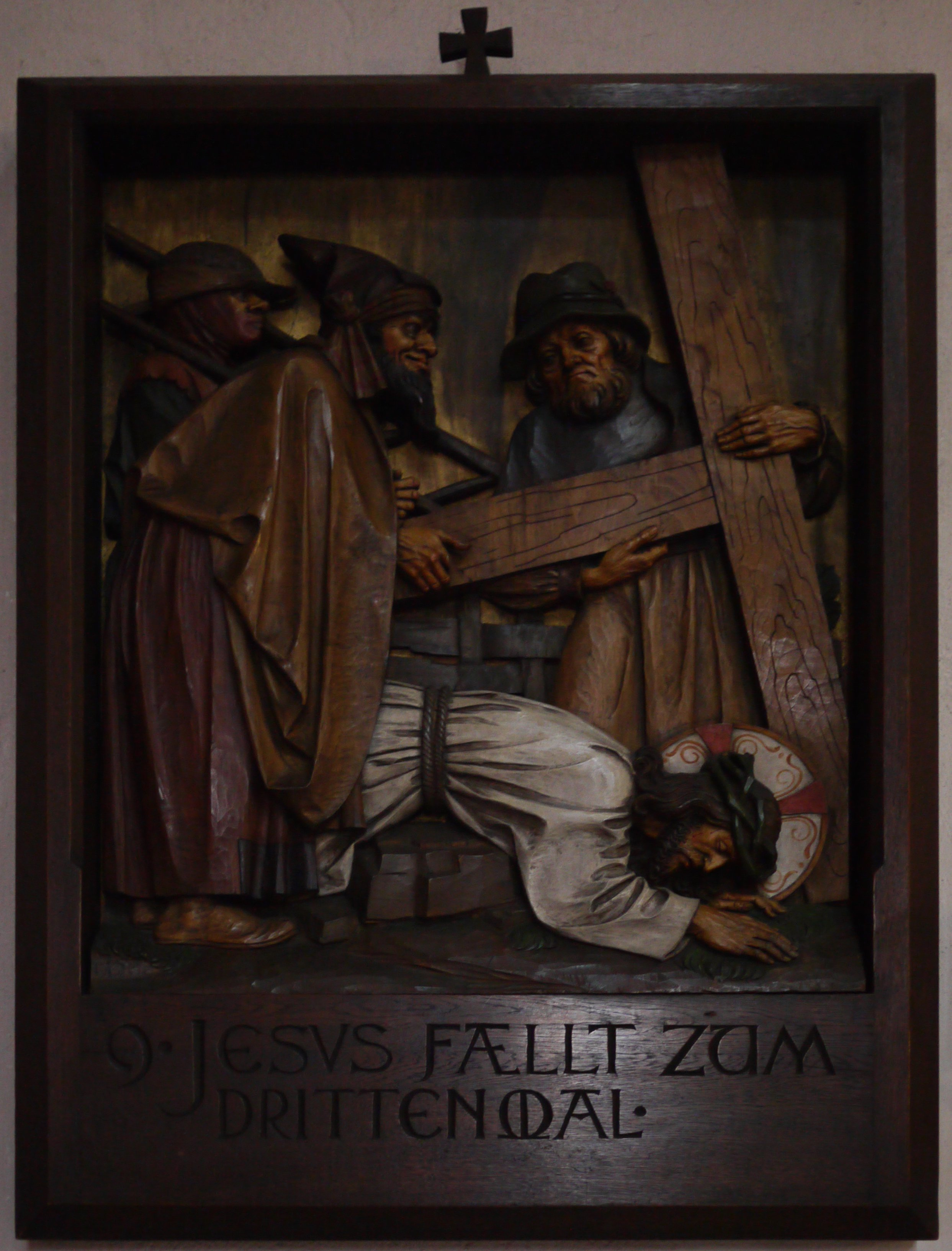
Station 9: Jesus fällt zum dritten Mal
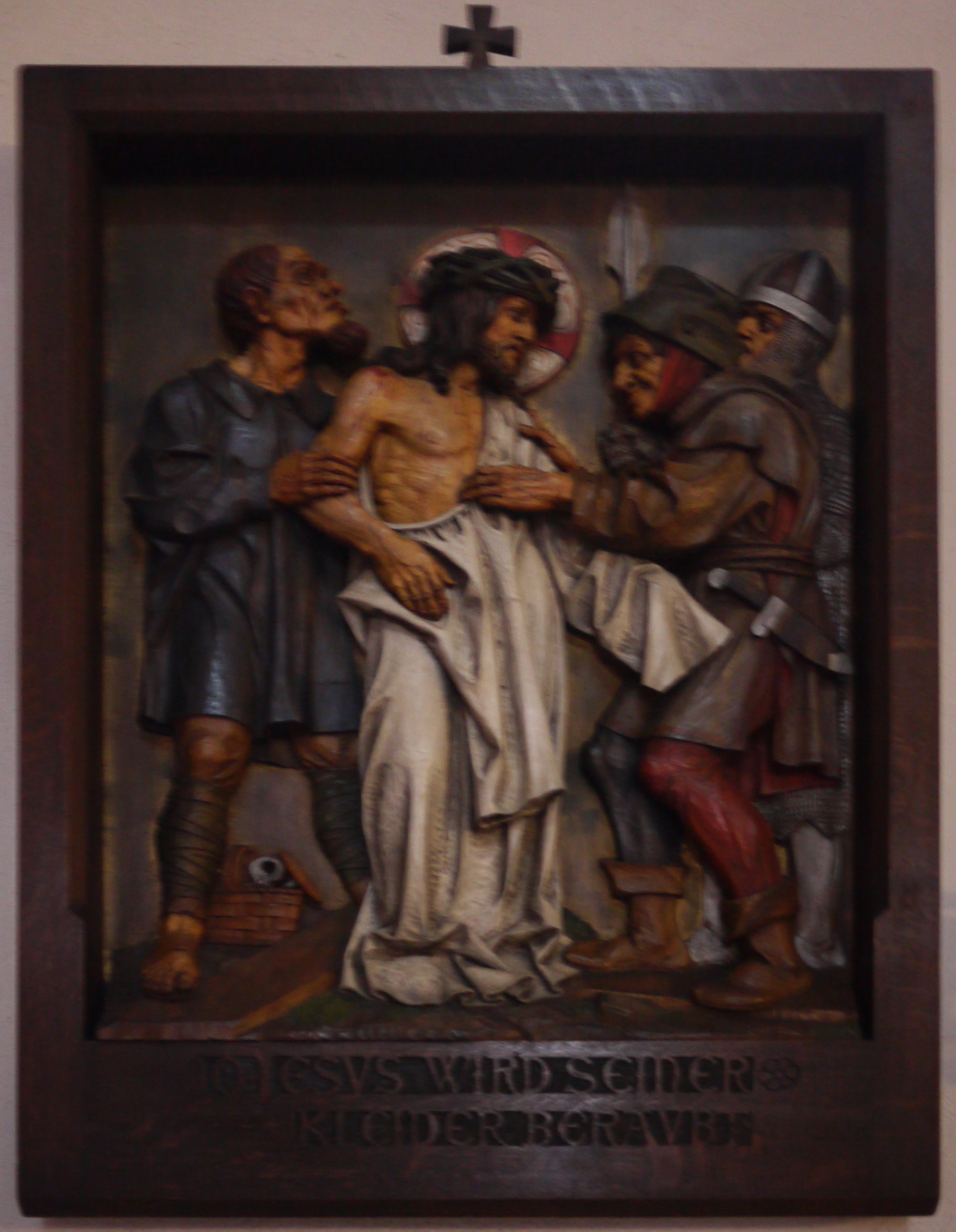
Station 10: Jesus wird seiner Kleider beraubt
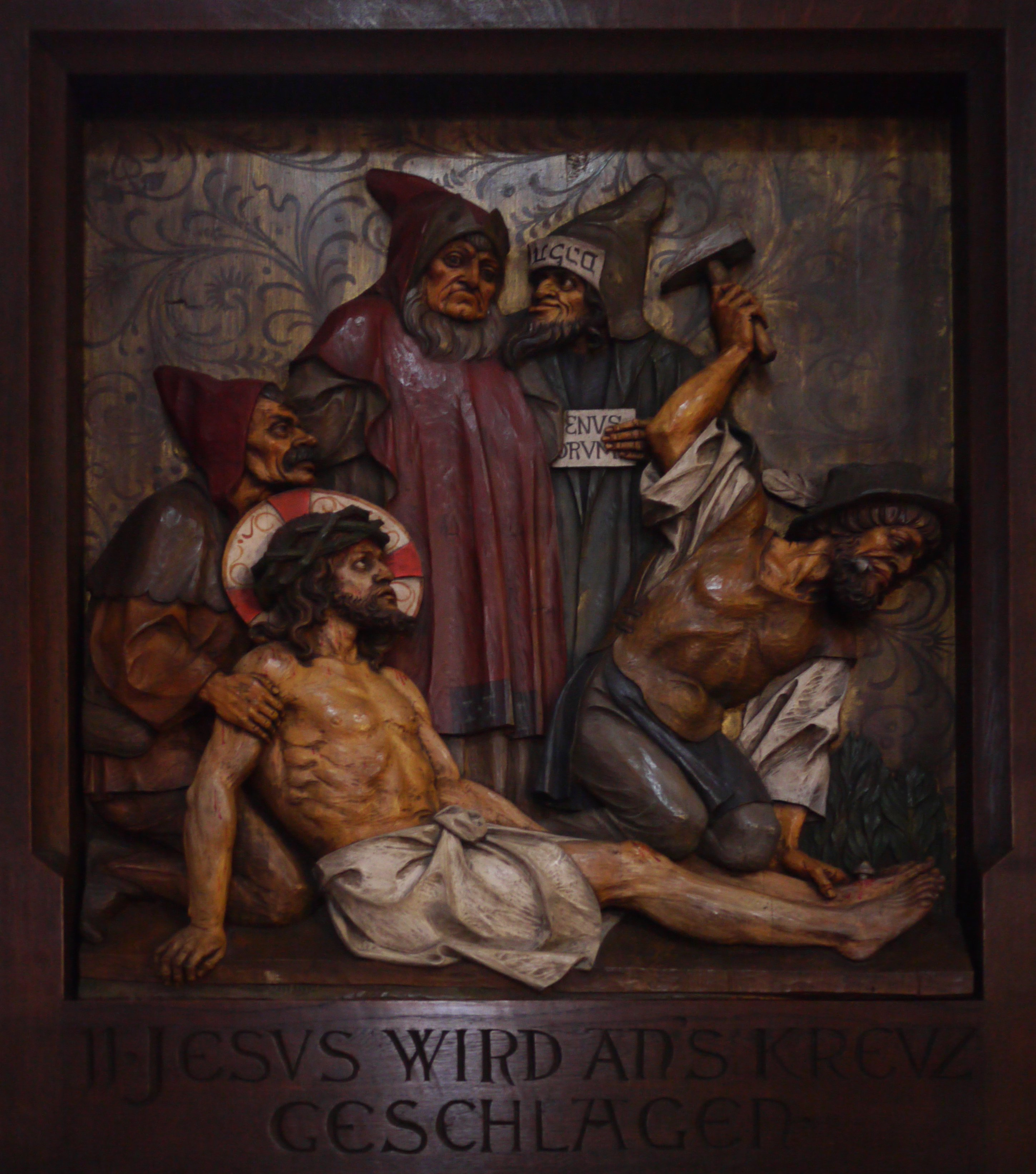
Station 11: Jesus wird ans Kreuz geschlagen
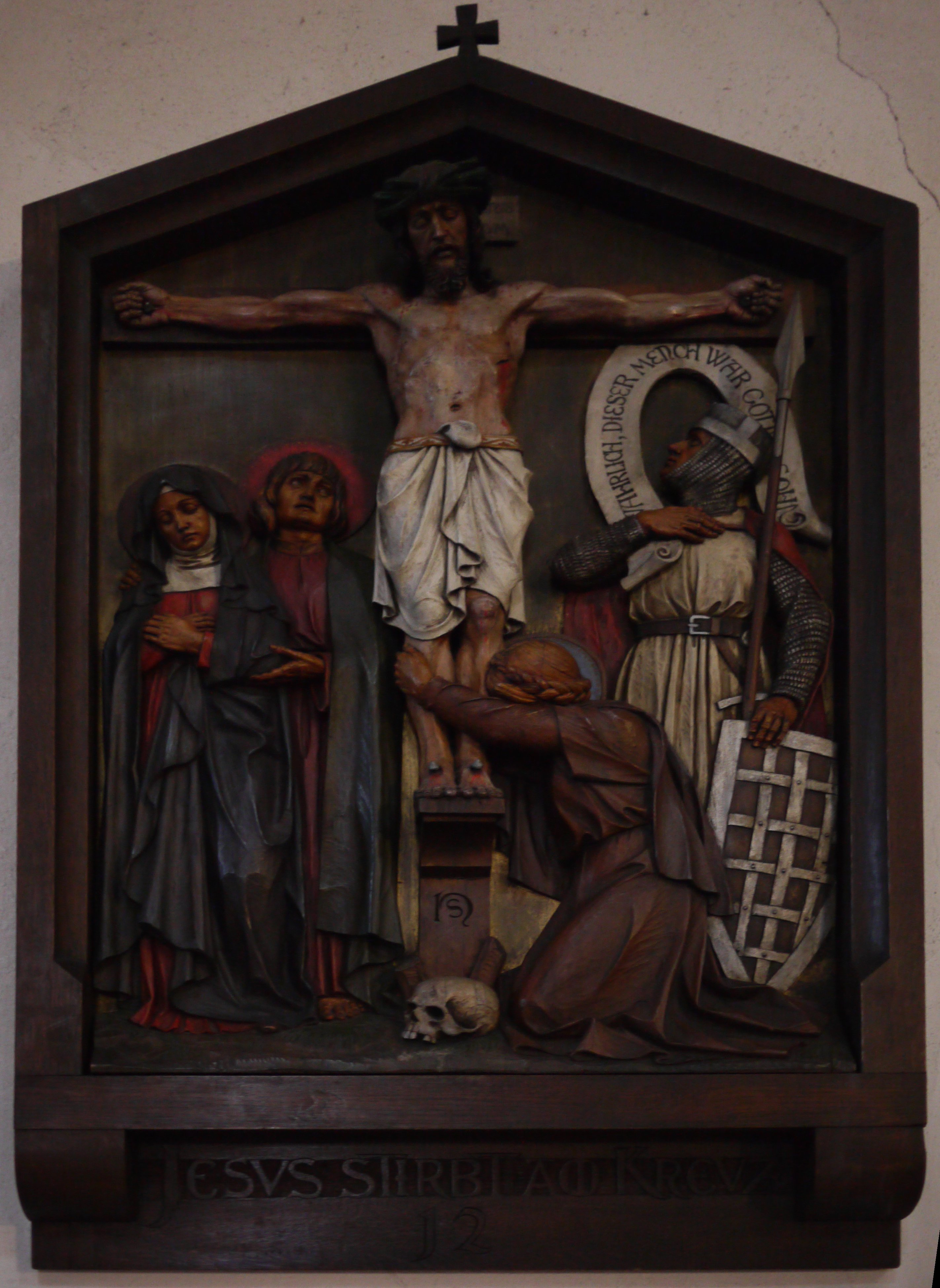
Station 12: Jesus stirbt am Kreuz
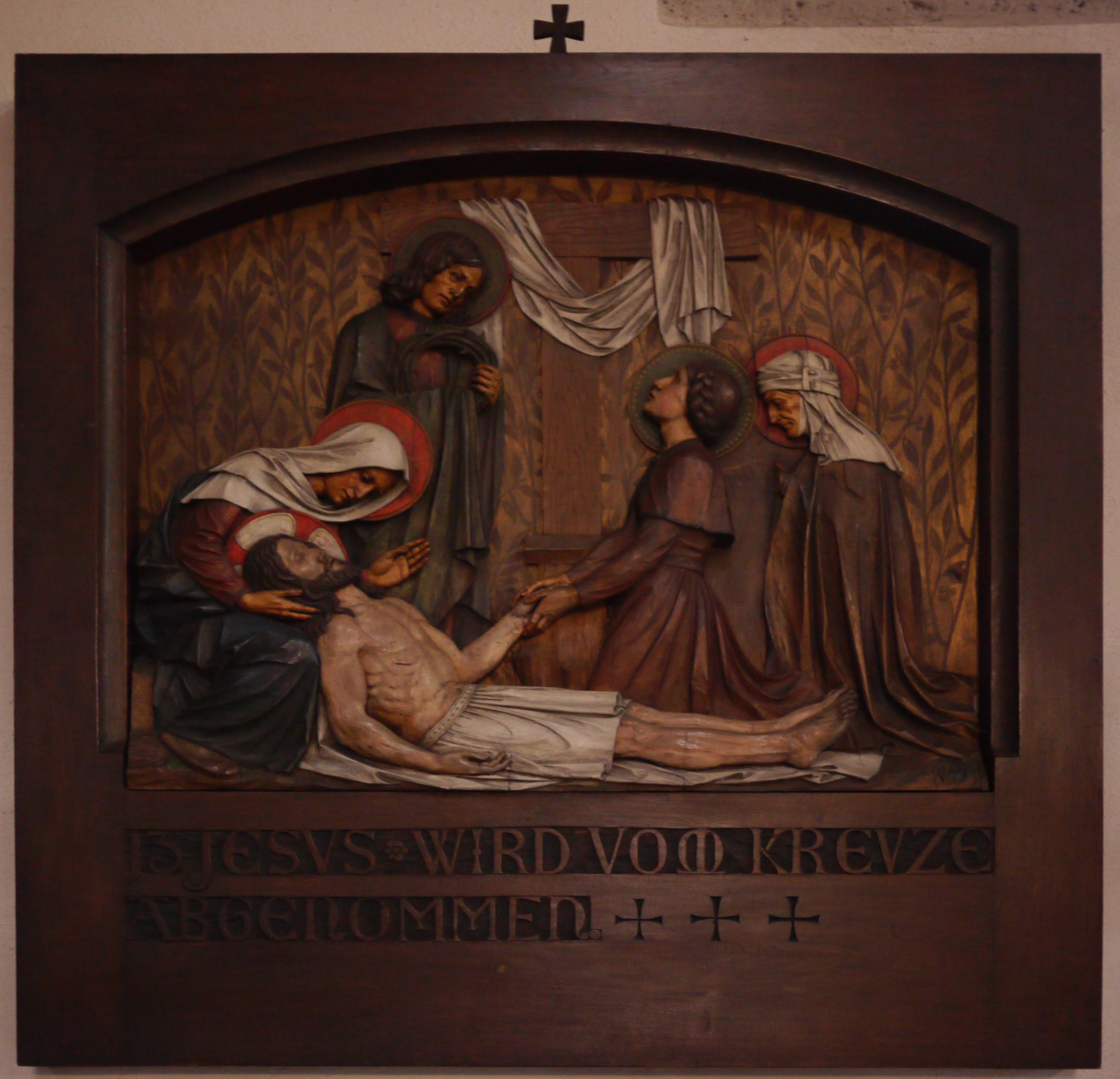
Station 13: Jesus wird von Kreuze abgenommen
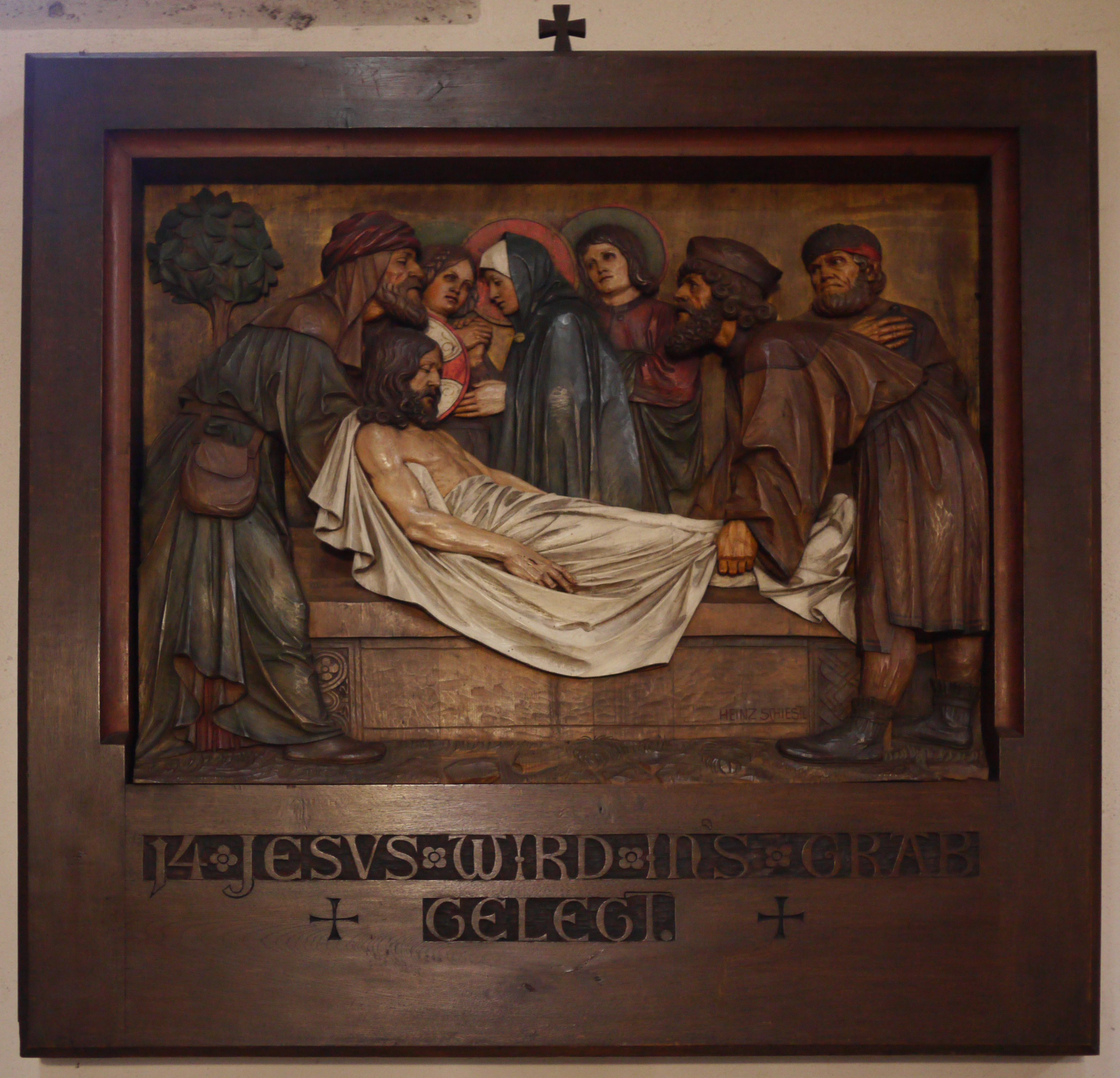
Station 14: Jesus wird ins Grab gelegt